# Johann Ernst II. von Hätzenberg
Johann Ernest II. von Hätzenberg und Cronberg (* ; † 21. Dezember 1717) war Adeliger und niederösterreichischer Land-Untermarschall.

## Leben
Johann Ernest II. von Hätzenberg und Cronberg war der Sohn von Johann Ernst I. und Juliana Katharina Matuschkin. Johann Ernest II. war schon in jungen Jahren niederösterreichischer Landrechts-Beisitzer, 1685 wurde er Regimentsrat, von 1693 bis 1699 Verordneter des Ritterstands und war dann im Ausschuss. Von 1713 bis 1717 war er niederösterreichischer Landuntermarschall, ebenso Oberst-Hofstabelmeister von Joseph I. und Karl VI. Johann Ernest und seine Nachkommen wurden 1715 zum Freiherrn erhoben, er hat diesen Stand aber selbst nicht mehr angetreten. Er ist in der Augustiner Hofkirche in Wien begraben. Er war Herr von Immendorf.
Seine Gemahlin war Maria Franziska Rebecca Spändl von Plessenrott († 1724). Aus der Ehe gingen mehrere Kinder hervor, es überlebten aber nur Joseph Ernest († 1720) und Maria Franziska Antonia († 1733), welche dann die Herrschaft Immendorf erbte.